# Bradysia cohilaris
Bradysia cohilaris är en tvåvingeart som beskrevs av Werner Mohrig och Nina Krivosheina 1986. Bradysia cohilaris ingår i släktet Bradysia och familjen sorgmyggor. Inga underarter finns listade i Catalogue of Life.